# Химавари-8
Химавари-8 (яп. ひまわり8号) — японский метеоспутник, используемый японским Метеорологическим агентством. Космический аппарат был создан Мицубиси Электрик при содействии корпорации Боинг, и является первым из двух аналогичных спутников на основе платформы DS-2000. Химавари-8 введен в эксплуатацию 7 июля 2015 года и является преемником спутника MTSAT-2 (Химавари-7), который был выведен на орбиту в 2006 году.
Химавари-8 был выведен ракетой-носителем H-IIA с площадки № 1 стартового комплекса Ёсинобу космического центра Танегасима. Запуск осуществлен в 05:16 UTC 7 октября 2014 года, спутник достиг своей орбиты 140,7 ° в.д. в октябре 2014 года.

## Дизайн
Срок службы платформы DS-2000 составляет 15 лет, однако ожидаемый срок эксплуатации Химавари-8 будет ограничен сроком службы оборудования на его борту, который составляет 8 лет. Стартовая масса спутника около 3500 кг. Источником питания служат солнечные панели, которые обеспечивают до 2,6 киловатт энергии.

### Инструменты
Основной инструмент Химавари-8 — Advanced Himawari Imager (AHI), это 16-канальный многоспектральный тепловизор для захвата видимого света и инфракрасных изображений Азиатско-Тихоокеанского региона. Прибор был спроектирован и построен компанией Exelis Geospatial Systems (сейчас Harris Space & Intelligence Systems) и имеет аналогичные спектральные и пространственные характеристики с Advanced Baseline Imager (ABI), который планируется использовать в серии американских метеоспутников GOES-R. AHI может получать изображения с разрешением до 500 м и может обеспечить наблюдение за земным диском каждые 10 минут, а за территорией Японии каждые 2,5 минуты. Генеральный директор Австралийского Бюро метеорологии доктор Роб Вертесси заявил, что Химавари-8 «создает примерно в 50 раз больше данных, чем предыдущий спутник».
Данные, полученные с японского Химавари-8, находятся в свободном доступе.

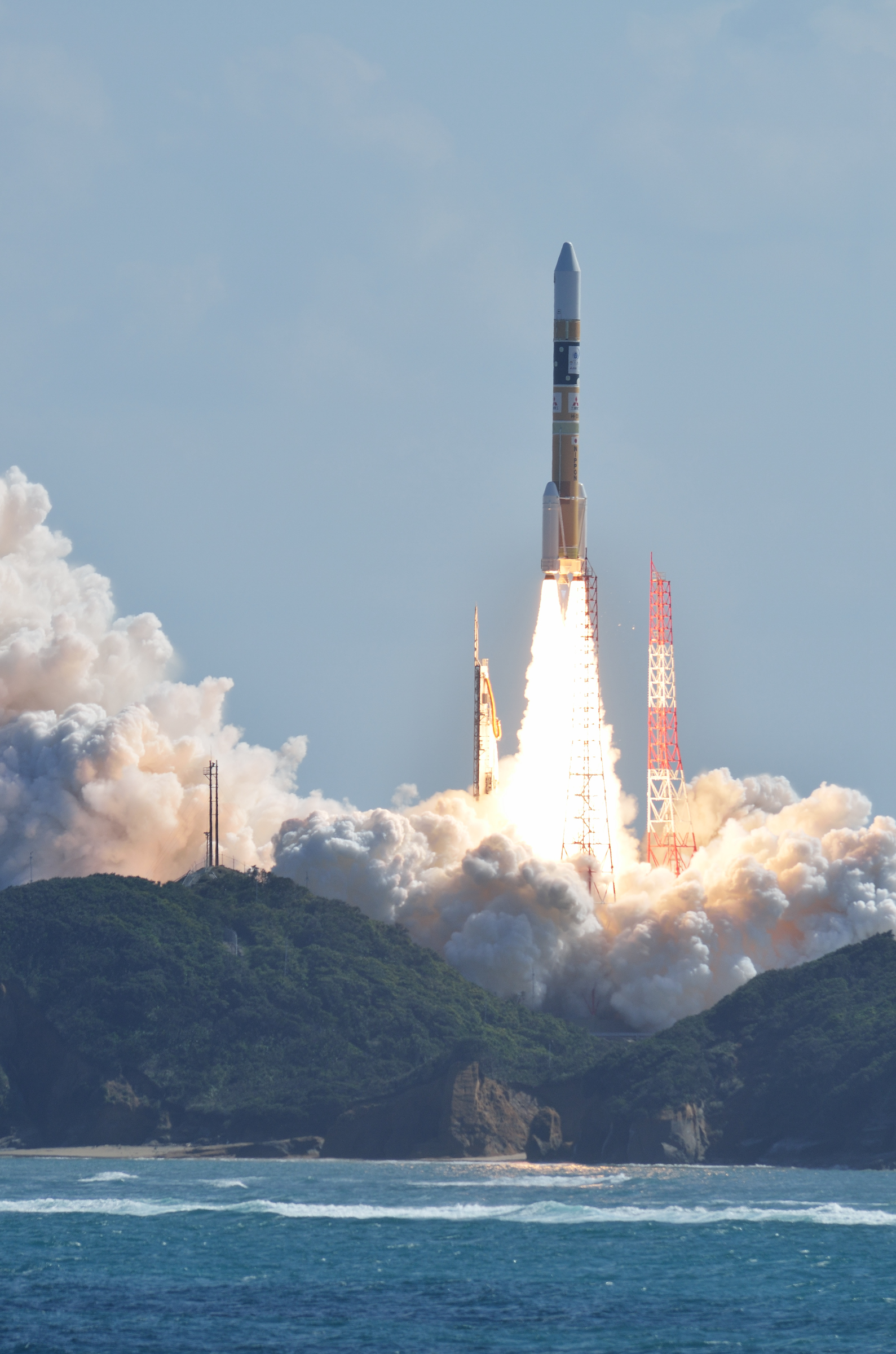
Старт ракеты-носителя Н-ІІА со спутником Химавари 8 на борту. 7 октября 2014 года.
Первое полноцветное изображение с Химавари 8, 25 января  2015 года.
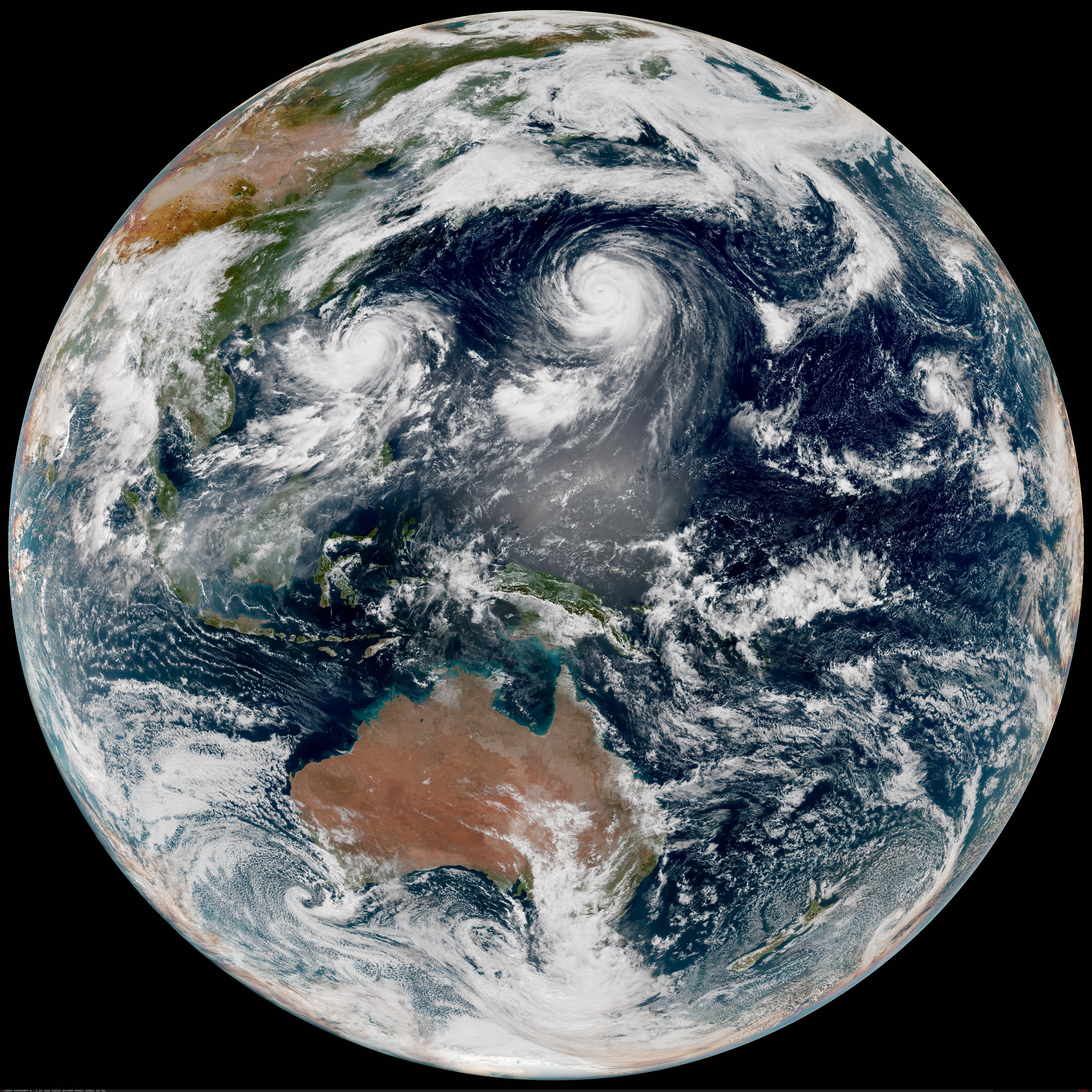
Пример отретушированного изображения земного диска с камеры AHI.